# Арси (национальный парк)
Арси — национальный парк в Эфиопии в зоне Арси региона Оромия. Расположен в Эфиопском нагорье и включает в себя горные леса, субальпийские пустоши, альпийские луга и кустарники. Парк был создан в 2011 году и занимает площадь 10876 км².

## География
Парк охватывает горы Арси, которые являются частью Эфиопского нагорья. Горы простираются с северо-востока на юго-запад через парк и образуют южную стену Восточно-Африканской рифтовой долины. Горы в парке включают блок Дхара-Дилфекар, гору Чилало (высотой 4036 м), хребты Галама, гору Кака и Хунколо. Вулканическая кальдера горы Чилало является самой высокой точкой в парке.
Осадки в горах питают многочисленные ручьи и альпийские озера, такие как озеро Звай. Воды с северных склонов стекают в реку Аваш, в то время как южные склоны осушаются верховьями реки Уэби-Шабелле.
Национальный парк Бале находится к юго-востоку от гор Арси. Верхняя долина реки Уэби-Шабелле отделяет горы Арси от гор Бале.

## Флора и фауна
В парке есть три основные зоны растительности, которые обычно определяются высотой. Сухие вечнозелёные леса афромонтан преобладают на нижних склонах, от 2843 до 3756 метров высоты. Сухие вечнозелёные леса перемежаются с участками смешанных плантаций местных и экзотических деревьев между 3181 и 3340 метрами высоты.
Субальпийская растительность, в основном вересковые кустарники, среди которых преобладают кустарники эрика древовидная и Erica trimera, встречается выше линии леса, на высоте от 3202 до 3985 метров над уровнем моря.
Афро-альпийская растительность встречается на самых высоких высотах, от 3576 до 4008 метров. Она состоит в основном из трав, злаков, деревьев и кустарников, включая виды цмин и манжетка, перемежающихся с зарослями Lobelia rhynchopetalum, которая является эндемиком афро-альпийского Эфиопского нагорья.

### Млекопитающие
Национальный парк гор Арси является домом для 30 видов, которые являются обычными и эндемичными для этого экорегиона. Эндемичные дикие животные парка включают находящиеся под угрозой исчезновения виды: горная ньяла (Tragelaphus buxtoni), Tragelaphus sylvaticus и эфиопский шакал (Canis simensis). В парке обитают несколько редких высокогорных грызунов с ограниченным ареалом, в том числе Mus imberbis, Megadendromus nikolausi, Arvicanthis blicki, Lophuromys melanonyx и Lophuromys chrysopus.